# Birutė Galdikas

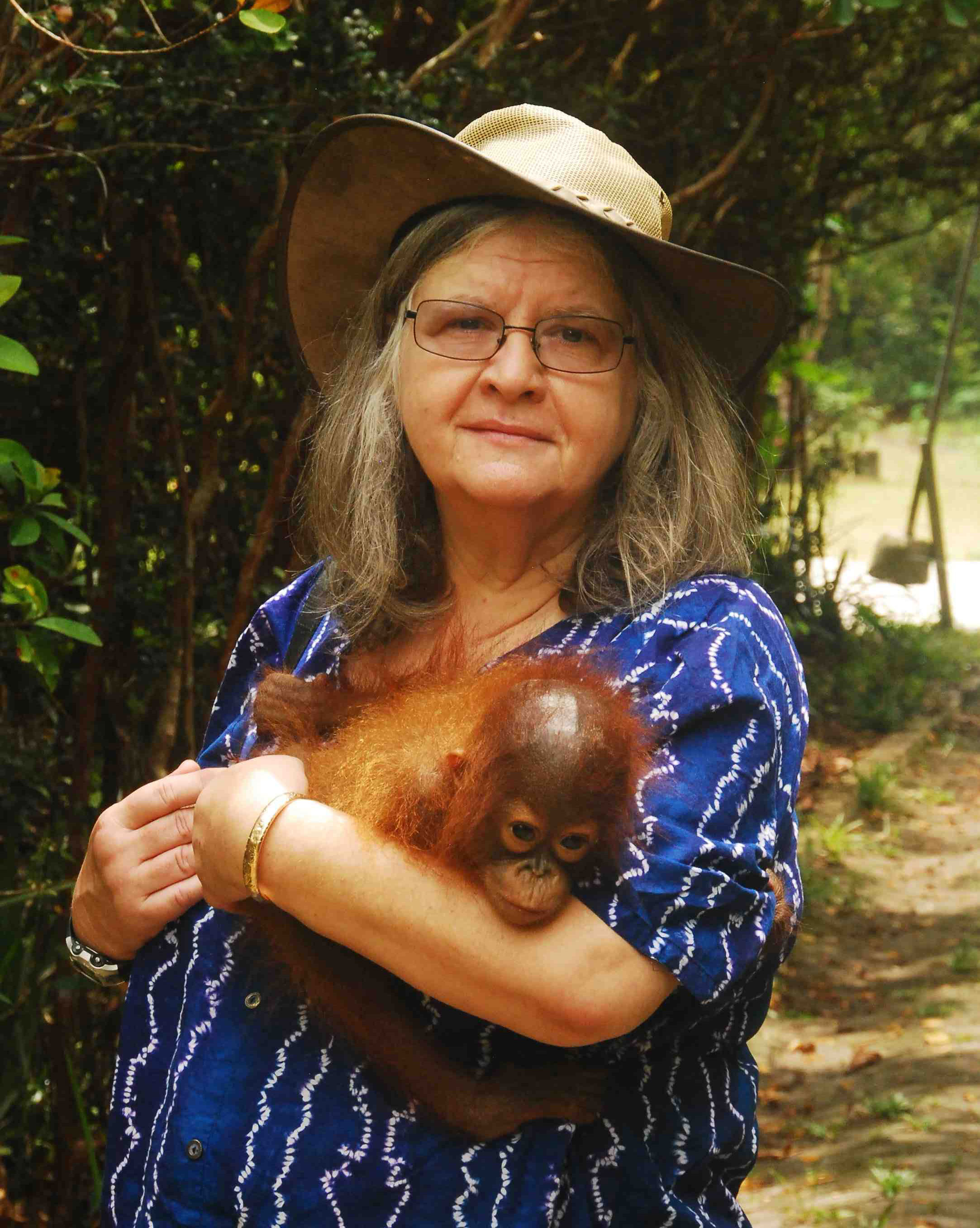
Birutė Galdikas (2011)

Birutė Mary F. Galdikas (auch: Birutė Marija Filomena; * 10. Mai 1946 in Wiesbaden) ist eine kanadische Zoologin und Verhaltensforscherin litauischer Herkunft. Sie gilt als die erfahrenste Kennerin der Orang-Utans Borneos.

## Leben
Galdikas’ Eltern Antanas Galdikas und seine Frau Filomena stammten aus Litauen und waren auf dem Weg ins kanadische Exil, als ihre Tochter in Deutschland zur Welt kam. Sie wuchs mit zwei jüngeren Brüdern und einer Schwester in Toronto auf, studierte an der University of California in Los Angeles Psychologie Biologie und Anthropologie und wurde dort 1978 auch promoviert.
Galdikas ist neben Dian Fossey (Gorillas) und Jane Goodall (Schimpansen) eine von drei Frauen, die mit Unterstützung durch den Paläontologen Louis Leakey ab den 1960er-Jahren (Goodall und Fossey) bzw. ab 1971 (Galdikas) Langzeitstudien über Menschenaffen begannen. Leakey hoffte, von diesen Verhaltensbeobachtungen Rückschlüsse auf das Verhalten der Vormenschen ziehen zu können. Gemeinsam mit der National Geographic Society und später finanziell unterstützt durch die Leakey Foundation ermöglichte Leakey es, dass Galdikas auf Borneo eine Forschungsstation einrichten konnte, um das Verhalten frei lebender Orang-Utans zu studieren.
Galdikas forschte im Nationalpark Tanjung Puting auf Borneo; sie arbeitete zudem als Professorin für „Archaeology“ an der Simon Fraser University in Burnaby in der kanadischen Provinz British Columbia, wo sie allerdings nicht mehr lehrt. Sie hat drei Kinder.

## Schriften (Auswahl)
- Reflections of Eden: My Years with the Orangutans of Borneo. Orion, 1995, ISBN 978-0-575-05986-3.
  - Meine Orang-Utans. 20 Jahre unter den scheuen Waldmenschen. Scherz-Verlag, München 1995, ISBN 978-3-502-15225-5. (1998 als Taschenbuch, Lübbe, ISBN 978-3-404-12828-0)
- Great Ape Odyssey. Verlag Harry N. Abrams, New York 2005, ISBN 978-0-8109-5575-2. (englisch, mit einem Vorwort von Jane Goodall)

## Belege
1. ↑  ausführliche Biographie auf science.ca (englisch), zuletzt abgerufen am 8. April 2022.
2. ↑  Joseph L. Spradley (Hrsg.): Scientists and Science. Band 2, S. 339.

| Personendaten    | Personendaten                                              |
| ---------------- | ---------------------------------------------------------- |
| NAME             | Galdikas, Birutė                                           |
| ALTERNATIVNAMEN  | Galdikas, Birutė Marija Filomena; Galdikas, Biruté Mary F. |
| KURZBESCHREIBUNG | kanadische Zoologin und Verhaltensforscherin               |
| GEBURTSDATUM     | 10. Mai 1946                                               |
| GEBURTSORT       | Wiesbaden                                                  |